# Albert Winkler (Künstler)
Albert Winkler (* 13. Juli 1955 in Spittal an der Drau) ist ein österreichischer Künstler, Schwerpunkt Digitalkunst.

## Leben
Er studierte ab 1979 an der Hochschule für Angewandte Kunst in der Meisterklasse Wolfgang Hutter Malerei. Er war von 1991 bis 2010 Lektor an der Hochschule für Angewandte Kunst in der Meisterklasse für Grafik und Werbung bei Walter Lürzer, sowie ab 2010 Lektor in der Klasse für Ideen, geleitet von Matthias Spaetgens. Er war Mitbegründer und Geschäftsführer der 1988 gegründeten Firma Vienna Paint, dem ersten Studio für digitale Bildbearbeitung in Österreich, das mit Paintbox arbeitete. Seit 2015 war er als freier Fotograf, Grafiker, Animator und Digitalkünstler tätig. Er beschäftigte sich zentral mit dem Thema Stillleben, durch die Möglichkeiten der digitalen Nachbearbeitung entwickelte er eine eigenständige Formensprache. Er lebt im Irenental.

## Einzelausstellungen (Auswahl)
- 2018: Last Exit III, Arno – Industriellenvereinigung, Chemnitz
- 2017: Last Exit II, Heck-Art Galerie, Chemnitz; Last Exit, Casa Nostra, Kunstverein „Das Haus“, Wien
- 2014: Memories, ArtBits-Galerie, Chemnitz[4]
- 1987: Junge Szene Wien '87, Multimediale Kunst[5][6]

## Beteiligung an Gruppenausstellungen (Auswahl)
- 2016:  Expressions, Ein Querschnitt zeitgenössischer österreichischer Fotografie (Wanderausstellung)[7]; Das Verborgene im Augenscheinlichen, Robert Staudinger, Albert Winkler

## Werke
- mit Andreas Fitzner: Paintbox Nº1, Prestel, München 1994, ISBN 3-9013-5303-8.
- mit Andreas Fitzner: Paintbox Nº2, Prestel, München 2000, ISBN 3-7913-2363-6.